# Американська асоціація криптограм

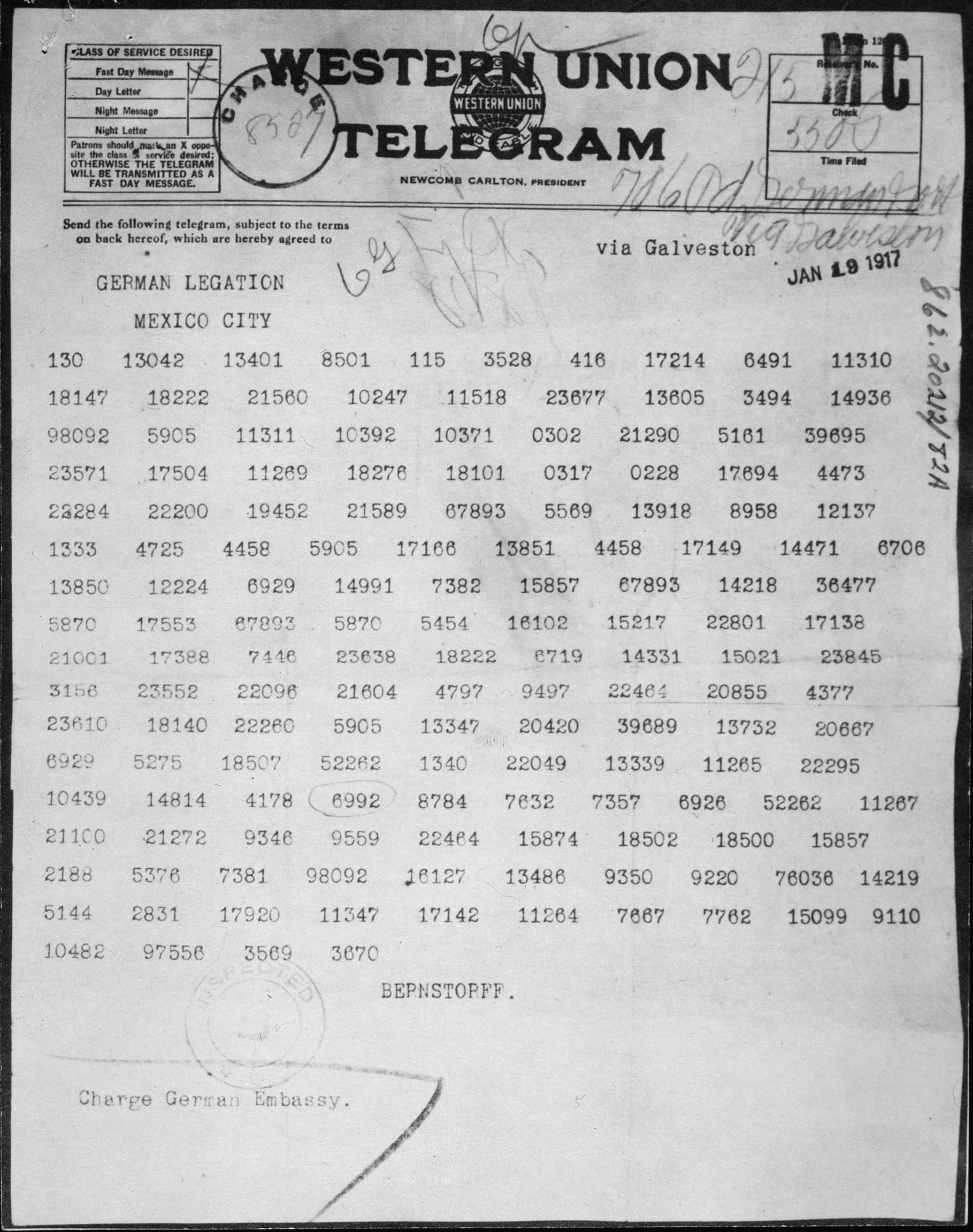
Приклад криптограми («телеграма Циммермана», 1917 рік)

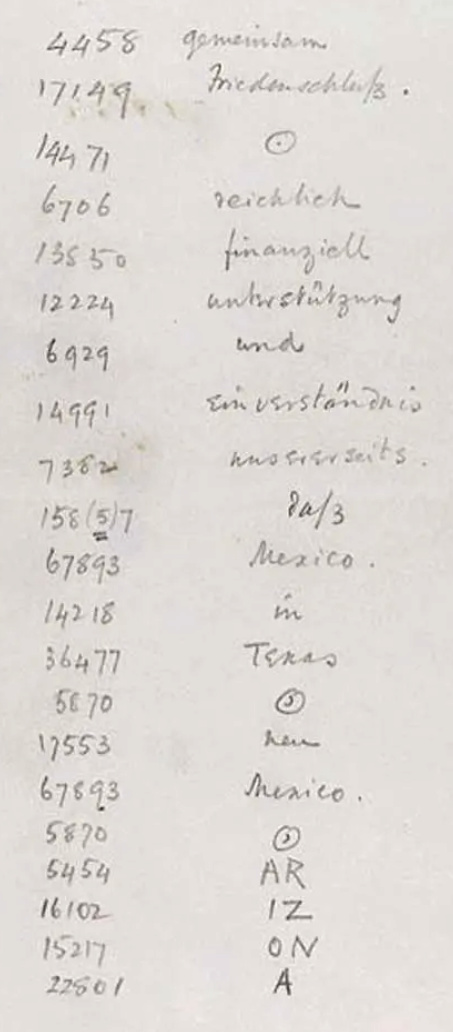
Результат дешифрування «телеграми Циммермана» — фрагмент Німецької кодової книги

Американська асоціація криптограм (англ. American Cryptogram Association (ACA)) — некомерційна організація, що просуває мистецтво (хобі) криптоаналізу, тобто мистецтва дешифрування («злому») шифрів.

## Історія
У 1920-ті роки в «Детективно-фантастичному тижневику» з'явився розділ, присвячений криптографії М. Е. Охавера. Доктор К. Б. Ворнер і деякі його друзі захопилися цим хобі та 1 вересня 1929 року створили Американську асоціацію криптограм.
Об'єктом головоломок на початку були моноалфавітні шифри простої заміни, іменовані ними «Аристократ головоломок».

## Цілі Асоціації
Метою своєї діяльності Асоціація ставить сприяння її членам у підвищенні рівня своїх знань і розвитку здібностей в області криптоаналізу, а також забезпечення доступу до різних матеріалів і публікацій у даній галузі.

## Структура
До складу виборних посадових осіб Асоціації входять президент, віцепрезидент, секретар та скарбник. Президент при цьому повинен обіймати посаду генерального директора Асоціації, призначати голів комітетів, бути членом всіх комітетів і головувати на щорічній діловій зустрічі. Всі посадові особи й волонтери Асоціації діють без грошової компенсації. Термін повноважень для усіх обраних посадовців становить один рік.

## Видавнича діяльність
Асоціація публікує на періодичній основі офіційний журнал під назвою «The Cryptogram», який розсилається всім членам і передплатникам.
Також Асоціація може фінансувати інші, що становлять інтерес для області криптоаналізу, публікації за рішенням Виконавчої ради.

## Щорічні ділові зустрічі
Щороку в серпні Асоціація проводить наради (конвенції). Останні зустрічі проводилися Блетчлі-парку і в Форт-Лодердейлі (штат Флорида) .

## Анонімність учасників
ACA успадкувала від «Національної ліги головоломок» («National Puzzler's League» (NPL)) ідею використання псевдонімів учасників («noms-de-plume, noms»), для забезпечення їх анонімності і, таким чином, рівності. Так, ймовірно,  згідно з цією традицією, посадовим особам АСА присвоєні псевдоніми.